# Культовые сооружения Нижнего Новгорода
Культовые сооружения Нижнего Новгорода — список храмов всех религий (соборов, церквей, домов молитвы, синагог, мечетей, хурулов), а также монастырей, часовен, крещален, залов омовений и отпеваний, кладбищ и других.
К 1917 году в Нижнем Новгороде насчитывалось 56 православных церквей: четыре собора, 32 приходские церкви, 17 домовых при учреждениях (5 при богадельнях, 4 при приютах, 1 при больнице, 4 при учебных учреждениях, 2 при тюрьмах, 1 при Манеже), одна церковь на выставке и одна в Печерской слободе Нижегородского уезда, причисленная к благочинию приходских церквей города. Кроме того, в трёх монастырях было 15 церквей: 5 в Благовещенском монастыре, 3 в Крестовоздвиженском монастыре и 7 в Печерском мужском монастыре.
В 1925—1943 годах в состав города вошли пригородные населённые пункты, насчитывавшие 15 церквей: Высоково, Сормово, Копосово, Гордеевка, Карповка, Молитовка, посёлок Молитовской фабрики, Ратманиха, Канавино, Гнилицы. Таким образом, в период с 1917 по 1991 год в Нижнем Новгороде было 86 православных храмов, 75 из которых использовались как приходские.

## Православные храмы

### Соборы
| Название                                                                          | Адрес                 | Строительство | Архитектор                           | Современный статус                                   | Изображение |
| --------------------------------------------------------------------------------- | --------------------- | ------------- | ------------------------------------ | ---------------------------------------------------- | ----------- |
| Михайло-Архангельский собор (Собор Михаила Архангела в Кремле)                    | Нижегородский кремль  | 1628—1631     | Лаврентий Семёнов Антип Константинов | действующий Объект культурного наследия № 5210024024 |             |
| Спасский Староярмарочный собор (Собор Происхождения Честных Древ Креста Господня) | проезд Ярмарочный, 10 | 1818—1822     | Огюст Монферран                      | Действующий Объект культурного наследия № 7810146001 |             |
| Собор Александра Невского (Новый Ярмарочный собор)                                | улица Стрелка, 3А     | 1868—1880     | Л. В. Даль Р. Я. Килевейн            | Действующий Объект культурного наследия № 5210061000 |             |
| Спасо-Преображенский собор (Собор Преображения Господня в Сормове)                | улица Щербакова, 15   | 1900—1905     | П. П. Малиновский                    | Действующий Объект культурного наследия № 5200139000 |             |
| Никольский собор (Собор Николая Чудотворца)                                       | улица Дьяконова, 15Б  | 1996—2012     | А. В. Анциферов                      | Действующий                                          |             |
| Собор в честь Святого благоверного князя Георгия Всеволодовича                    | Южный бульвар, 18а    | 2021          |                                      | Действующий                                          |             |

### Приходские церкви
| Название | Адрес                                          | Строительство | Архитектор                                                                   | Современный статус                                         | Изображение |
| --- | ---------------------------------------------- | ------------- | ---------------------------------------------------------------------------- | ---------------------------------------------------------- | ----------- |
| Мироносицкая церковь (Церковь Жён-Мироносиц на Верхнем посаде)                                                     | улица Добролюбова, 13А                         | 1649          | н.д.                                                                         | Действующая Объект культурного наследия № 5210012000       |             |
| Ильинская церковь (Церковь Илии Пророка)                                                                           | Ильинская улица, 9                             | 1655          | н.д.                                                                         | Действующая Объект культурного наследия № 5200090000       |             |
| Богородицкая (Успенская) церковь (Церковь Успения Пресвятой Богородицы на Ильинской горе)                          | переулок Крутой, 3                             | 1672          | н.д.                                                                         | Действующая Объект культурного наследия № 5210025000       |             |
| Иоаннопредтеченская (Ивановская) церковь (Церковь Рождества Иоанна Предтечи на Торгу (на Нижнем посаде; на Скобе)) | Рождественская улица, 1б                       | 1676—1683     | н.д.                                                                         | Действующая Объект культурного наследия № 5200000064       |             |
| Смоленская церковь (Церковь Иконы Божией Матери Смоленская в Гордеевке)                                            | улица Гордеевская, 141                         | 1680-е—1697   | н.д.                                                                         | Действующая Объект культурного наследия № 5210009003       |             |
| Рождественская (Строгановская) церковь (Церковь Собора Пресвятой Богородицы)                                       | Рождественская улица, 34а                      | 1696—1717     | н.д.                                                                         | Действующая Объект культурного наследия № 5210054003       |             |
| Слободская Предтеченская церковь (Церковь Рождества Иоанна Предтечи в Благовещенской слободе)                      | улица Гаршина, 30                              | 1720-е        | н.д.                                                                         | Восстанавливается Объект культурного наследия № 5201243000 |             |
| Похвальская (Богородицкая) церковь (Церковь Похвалы Божией Матери над Похвалинским съездом)                        | улица Заломова, 21а                            | 1737—1749     | Н. И. Ужумедский-Грицевич                                                    | Действующая Объект культурного наследия № 5201257000       |             |
| Старопечёрская (Преображенская) церковь (Церковь Преображения Господня в Старых Печёрах)                           | слобода Печёры, 124                            | 1785—1789     | Я. А. Ананьин                                                                | Действующая Объект культурного наследия № 5200675000       |             |
| Троицкая церковь (Церковь Троицы Живоначальной в Копосово)                                                         | улица КИМа, 77                                 | 1797—1807     | н.д.                                                                         | Действующая Объект культурного наследия № 5230478000       |             |
| Церковь Казанской иконы Божией Матери в Ближнем Константиново                                                      | село Ближнее Константиново, улица Борисова, 17 | 1801          | н.д.                                                                         | Действующая Объект культурного наследия № 5201235000       |             |
| Высоковская (Троицкая) церковь (Церковь Троицы Живоначальной в Высокове)                                           | улица Овражная, 94                             | 1815          | И. И. Межецкий                                                               | Действующая Объект культурного наследия № 5200584000       |             |
| Карповская (Спасо-Преображенская) церковь (Церковь Преображения Господня в Карповке)                               | улица Суздальская, 58                          | 1817          | И. И. Межецкий Р. Я. Килевейн                                                | Действующая Объект культурного наследия № 5200704000       |             |
| Церковь Рождества Богородицы в селе Гнилицы                                                                        | улица Гнилицкая, 1а                            | 1822          | н.д.                                                                         | Действующая Объект культурного наследия № 5201245000       |             |
| Сергиевская церковь (Церковь Сергия Радонежского)                                                                  | Сергиевская улица, 25А                         | 1865—1869     | Р. Я. Килевейн                                                               | Действующая Объект культурного наследия № 5200708000       |             |
| Вознесенская церковь (Церковь Вознесения Господня)                                                                 | Ильинская улица, 54                            | 1864—1877     | К. А. Тон                                                                    | Действующая Объект культурного наследия № 5200000482       |             |
| Воскресенская церковь (Церковь Воскресения Христова)                                                               | улица Шевченко, 1А                             | 1884—1886     | В. М. Лемке                                                                  | Действующая Объект культурного наследия № 5201306000       |             |
| Церковь Александра Невского в Сормове                                                                              | улица Баррикад, 1, корп. 3                     | 1882—1887     | П. П. Малиновский                                                            | Действующая Объект культурного наследия № 5230477000       |             |
| Скорбященская церковь (Церковь Иконы Божией Матери Всех Скорбящих Радость)                                         | улица Нестерова, 2                             | 1894—1896     | В. Н. Брюхатов                                                               | Действующая Объект культурного наследия № 5200666000       |             |
| Спас-на-Полтавке (Церковь Спаса Всемилостивого на Полтавке)                                                        | улица Максима Горького, 177А                   | 1897—1903     | А. М. Кочетов                                                                | Действующая Объект культурного наследия № 5210011000       |             |
| Владимирская (Сретенская) церковь (Церковь Сретения Иконы Божией Матери Владимирская в Гордеевке)                  | улица Гордеевская, 141                         | 1902—1907     | Ф. П. Фёдоров                                                                | Действующая Объект культурного наследия № 5210009002       |             |
| Церковь Иконы Божией Матери Владимирская в Народном посёлке                                                        | улица Планетная, 25Б                           | 1997          | н.д.                                                                         | Действующая                                                |             |
| Церковь Иконы Божией Матери Иверская в Сортировочном                                                               | улица Движенцев, 17М                           | 2000—2003     | н.д.                                                                         | Действующая                                                |             |
| Церковь Иконы Божией Матери Владимирская Оранская и защитников Отечества                                           | улица Бекетова, 61, корп. 1                    | 1996—2004     | А. А. Худин                                                                  | Действующая                                                |             |
| Церковь Тихвинской иконы Божией Матери в Берёзовой Пойме                                                           | п. Берёзовая пойма, улица Лучистая, 3          | 2001—2004     | н.д.                                                                         | Действующая                                                |             |
| Церковь Александры Царицы в Зелёном Городе                                                                         | пгт. Зелёный Город                             | 2002—2005     | Н. П. Кудряшов Э. Г. Титов                                                   | Действующая                                                |             |
| Церковь Троицы Живоначальной на Топольной                                                                          | улица Топольная, 11а                           | 2002—2006     | н.д.                                                                         | Действующая                                                |             |
| Храм в честь великомученика Георгия Победоносца (на территории Академии МВД)                                       | Анкудиновское шоссе, 3 корпус 1                | 2004—2007     | В.В. Коваль                                                                  | Действующая                                                |             |
| Церковь Игоря Черниговского в Верхних Печёрах                                                                      | улица Верхнепечерская                          | 2006—2007     | н.д.                                                                         | Закрыта                                                    |             |
| Церковь Иконы Божией Матери Скоропослушница на Левинке                                                             | улица Люкина, 9                                | 2006—2009     | н.д.                                                                         | Действующая                                                |             |
| Церковь Троицы Живоначальной на Монастырке                                                                         | улица Юлиуса Фучика, 48                        | 2009—2011     | н.д.                                                                         | Действующая                                                |             |
| Церковь Иконы Божией Матери Казанская на Зеленском съезде                                                          | улица Зеленский съезд                          | 2005—2012     | Е. Н. Пестов Н. Н. Пестова С. Г. Морозов (роспись интерьеров)                | Действующая                                                |             |
| Церковь Иконы Божией Матери Умиление в Молитовке                                                                   | улица Даргомыжского, 15В                       | 2007—2013     | н.д.                                                                         | Действующая                                                |             |
| Церковь Иоанна Кронштадтского в Щербинках                                                                          | проспект Гагарина, 119А                        | 2007—2013     | А. А. Анисимов Е. И. Носкова Н. Е. Юшков                                     | Действующая                                                |             |
| Церковь Михаила Архангела на Мончегорье                                                                            | улица Мончегорская, 17А/8                      | 2012—2014     | н.д.                                                                         | Действующая                                                |             |
| Церковь Николая Чудотворца над Зеленским съездом                                                                   | улица Пожарского, 12                           | 2013—2014     | Д. В. Михайлычев Е. Н. Пестов                                                | Действующая                                                |             |
| Церковь Георгия Победоносца в Ляхово                                                                               | улица Кащенко, 31А                             | 2013—2014     | С. С. Контерин С. В. Осышный А. А. Анисимов И. С. Земляков А. В. Анциферов   | Действующая                                                |             |
| Церковь Пантелеимона Целителя в Щербинках                                                                          | проспект Гагарина, 119А                        | 2013—2015     | А. А. Анисимов В. О. Борисенко Е. И. Носкова А. С. Тихановская Д. Ю. Лазарев | Действующая                                                |             |
| Церковь Иконы Божией Матери Прибавление Ума                                                                        | проспект Молодёжный, 25Б                       | 2015—2016     | н.д.                                                                         | Действующая                                                |             |
| Церковь Серафима Саровского при Машиностроительном заводе                                                          | улица 50-летия Победы, 7А                      | 2014—2018     | А. А. Анисимов А. В. Меньшова                                                | Действующая                                                |             |
| Церковь Елисаветы Феодоровны Преподобномученицы                                                                    | улица Смирнова, 71Б                            | 2016—2018     | А. В. Анциферов                                                              | Действующая                                                |             |
| Церковь Иконы Божией Матери Взыскание Погибших                                                                     | улица Ларина, 7                                | 2016—2018     | А. В. Анциферов                                                              | Действующая                                                |             |
| Церковь иконы Божией Матери «Нечаянная радость»                                                                    | проспект 70 лет Октября, 2                     | 2014—2019     | н.д.                                                                         | Действующая                                                |             |
| Церковь Ольги равноапостольной в Верхних Печёрах                                                                   | улица Верхнепечерская                          | 2014—2019     | А. А. Анисимов                                                               | Действующая                                                |             |
| Церковь святой блаженной Матроны Московской                                                                        | улица Академика Сахарова, 119а                 | 2017—202?     | н.д.                                                                         | Действующая                                                |             |

### Часовни
| Название | Адрес                                        | Строительство | Архитектор            | Современный статус                                   | Изображение |
| --- | -------------------------------------------- | ------------- | --------------------- | ---------------------------------------------------- | ----------- |
| Спасская часовня на Ивановском съезде                                                                                   | Рождественская улица, 1-а                    | 1809—1849     | П. С. Гесс            | Действующая Объект культурного наследия № 5200000157 |             |
| Часовня Александра Невского при церкви Рождества Иоанна Предтечи на Нижнем Посаде                                       | Ивановский съезд, 1А                         | 1882          | н.д.                  | Действующая Объект культурного наследия № 5200000071 |             |
| Часовня Ягодинского Введенского монастыря                                                                               | Варварская улица, 36А                        | 1898—1899     | П. А. Домбровский     | Действующая Объект культурного наследия № 5200056000 |             |
| Часовня Спасского Свято-Троицкого монастыря                                                                             | Ильинская улица, 86                          | 1911          | П. А. Домбровский (?) | Действующая Объект культурного наследия № 5200000501 |             |
| Часовня Иконы Божией Матери Владимирская-Оранская при доме Братства святого Георгия                                     | улица Пискунова, 38                          | 1902—1903     | А. К. Никитин         | Действующая Объект культурного наследия № 5230470001 |             |
| Часовня водосвятная при соборе Происхождения Честных Древ Креста Господня                                               | Ярмарочный проезд, 10                        | 1990-е        | н.д.                  | Действующая                                          |             |
| Часовня Иконы Божией Матери Владимирская в Канавино                                                                     | улица Коммунистическая, 38                   | 2003          | н.д.                  | Действующая                                          |             |
| Часовня Феодора Ушакова на Верхне-Волжской набережной                                                                   | Верхне-Волжская набережная, рядом с домом 16 | 2000—2004     | Н. П. Кудряшов        | Действующая                                          |             |
| Часовня-скит в Щербинках                                                                                                | проспект Гагарина, 119А                      | сер. 2000-х   | н.д.                  | Действующая                                          |             |
| Часовня-усыпальница при соборе Происхождения Честных Древ Креста Господня                                               | Ярмарочный проезд, 10                        | сер. 2000-х   | н.д.                  | Действующая                                          |             |
| Часовня Николая Чудотворца на вокзале Нижний Новгород                                                                   | площадь Революции, 2А                        | 2008          | н.д.                  | Действующая                                          |             |
| Часовня Спаса Нерукотворного Образа в Нижегородском кремле                                                              | кремль, 5А                                   | 2012          | С. Г. Морозов         | Действующая                                          |             |
| Часовня Иконы Божией Матери Казанская в Старых Печёрах                                                                  | слобода Печёры, у дома 180                   | 2013          | н.д.                  | Действующая                                          |             |
| Часовня Покрова Пресвятой Богородицы при лётно-испытательном комплексе ОАО Нижегородский авиастроительный завод «Сокол» | на территории завода                         | 2011—2014     | н.д.                  | Действующая                                          |             |
| Часовня Иоасафа Печерского в Старых Печёрах                                                                             | слобода Печёры, у дома 175                   | 2013—2014     | н.д.                  | Действующая                                          |             |
| Часовня Воздвижения Честного Креста Господня при Печерском Вознесенском монастыре                                       | Печёрский съезд, 32А                         | 2014—2015     | н.д.                  | Действующая                                          |             |

### Кладбищенские церкви и часовни
| Название                                                                                        | Адрес                        | Строительство | Архитектор    | Современный статус                                         | Изображение |
| ----------------------------------------------------------------------------------------------- | ---------------------------- | ------------- | ------------- | ---------------------------------------------------------- | ----------- |
| Всесвятская церковь (Церковь Петра и Павла на Петропавловском кладбище)                         | улица Максима Горького, 135  | 1781—1785     | Я. А. Ананьин | Действующая Объект культурного наследия № 5200099000       |             |
| Напольная (Спасопреображенская) церковь (Церковь Преображения Господня на Канавинском кладбище) | улица Интернациональная, 81А | 1829—1835     | н.д.          | Восстанавливается Объект культурного наследия № 5230464000 |             |
| Церковь Всех Святых в Марьиной Роще                                                             | кладбище «Марьина Роща»      | 1998—1999     | н.д.          | Действующая                                                |             |
| Церковь Всех Святых на Новосормовском кладбище                                                  | Новосормовское кладбище      | 1998—2000     | С. Г. Морозов | Действующая                                                |             |
| Часовня Всех Святых на бывшем Петропавловском кладбище                                          | Парк им. Кулибина            | 2014          | н.д.          | Действующая                                                |             |

### Храмы при монастырях и монастырских подворьях

#### Благовещенский монастырь
| Название                                                           | Адрес                   | Строительство | Архитектор                | Современный статус                                   | Изображение |
| ------------------------------------------------------------------ | ----------------------- | ------------- | ------------------------- | ---------------------------------------------------- | ----------- |
| Собор Благовещения Пресвятой Богородицы в Благовещенском монастыре | Мельничный переулок, 7в | 1647—1649     | Вельямин Черсткин         | Действующий Объект культурного наследия № 5210029004 |             |
| Церковь Успения Пресвятой Богородицы                               | Мельничный переулок, 7б | 1649—1652     | н.д.                      | Действующая Объект культурного наследия № 5210029005 |             |
| Сергиевская (Алексеевская) церковь                                 | Мельничный переулок, 7г | 1690          | н.д.                      | Действующая Объект культурного наследия № 5210029007 |             |
| Надвратная церковь Андрея Первозванного                            | Мельничный переулок, 7а | XVII          | н.д.                      | Действующая Объект культурного наследия № 5230466000 |             |
| Церковь Алексия Митрополита                                        | Мельничный переулок, 7а | 1821—1834     | И. И. Межецкий А. Л. Леер | Действующая Объект культурного наследия № 5210029006 |             |
| Часовня Алексия Митрополита (каменная)                             | Мельничный переулок     | 1834—1839     | Г. И. Кизеветтер          | Разрушена                                            |             |
| Часовня Алексия Митрополита (зимняя)                               | Мельничный переулок, 8  | 2007          | н.д.                      | Действующая                                          |             |
| Часовня Алексия Митрополита (летняя)                               | Мельничный переулок, 8  | 2007          | н.д.                      | Действующая                                          |             |

#### Печерский Вознесенский монастырь
| Название                                                   | Адрес                    | Строительство | Архитектор                         | Современный статус                                   | Изображение |
| ---------------------------------------------------------- | ------------------------ | ------------- | ---------------------------------- | ---------------------------------------------------- | ----------- |
| Собор Вознесения Господня                                  | Приволжская слобода, 108 | 1631—1640-е   | А. Константинов Ф. Опарин Е. Босой | Действующий Объект культурного наследия № 5210046007 |             |
| Церковь преподобного Евфимия Суздальского, надвратная      | Приволжская слобода, 108 | 1645          | А. Константинов                    | Действующая Объект культурного наследия № 5210046010 |             |
| Церковь Успения Пресвятой Богородицы                       | Приволжская слобода, 108 | 1648          | А. Константинов Ф. Опарин          | Действующая Объект культурного наследия № 5210046009 |             |
| Церковь Петра и Павла                                      | Приволжская слобода, 108 | 1738          | н.д.                               | Действующая Объект культурного наследия № 5210046011 |             |
| Домовая церковь Сергия Радонежского в Архиерейских палатах | Приволжская слобода, 108 | н.д.          | н.д.                               | Действующая Объект культурного наследия № 5230474000 |             |

#### Крестовоздвиженский монастырь
| Название                                   | Адрес                | Строительство              | Архитектор                              | Современный статус                                     | Изображение |
| ------------------------------------------ | -------------------- | -------------------------- | --------------------------------------- | ------------------------------------------------------ | ----------- |
| Казанская кладбищенская церковь            | Большая Ямская улица | 1798                       | н.д.                                    | Приписана к монастырю в 1816 году. Снесена в 1935 году |             |
| Собор Воздвижения Честного Креста Господня | Окский съезд, 2А     | 1814—1823, 1840—1841, 1843 | И. И. Межецкий А. Л. Леер В. К. Мичурин | Действующий Объект культурного наследия № 5201266001   |             |

#### Подворья
| Название | Адрес                | Строительство | Архитектор                    | Современный статус                                 | Изображение                               |
| --- | -------------------- | ------------- | ----------------------------- | -------------------------------------------------- | ----------------------------------------- |
| Трёхсвятская церковь (Церковь в честь святителей Московских Петра, Алексия, Ионы, Филиппа и Гермогена) при подворье Серафимо-Дивеевского монастыря | улица Короленко, 14  | 1859—1860     | Н. И. Ужумедский-Грицевич     | Действует Объект культурного наследия № 5200595000 |                                           |
| Церковь Троицы Живоначальной при Архиерейском подворье                                                                                             | улица Фучика         | 1998—2001     | н.д.                          | Действует                                          |                                           |
| Храм в честь святых равноапостольных Кирилла и Мефодия при Архиерейском подворье                                                                   | улица Грузинская, 44 | 1894—1897     | Василий Брюхатов, Пётр Бойцов | Действует                                          | Церковь Кирилла и Мефодия, Грузинская, 44 |

### Утраченные

#### Соборы
| Название                                                              | Адрес                                                          | Строительство        | Архитектор                                 | Утрачен | Изображение |
| --------------------------------------------------------------------- | -------------------------------------------------------------- | -------------------- | ------------------------------------------ | --- | ----------- |
| Собор Благовещения Пресвятой Богородицы на Верхнем посаде             | Благовещенская площадь (сегодня — площадь Минина и Пожарского) | 1696—1697            | н.д.                                       | Снесён 18 августа 1930 года |             |
| Собор Успения Пресвятой Богородицы при Аракчеевском кадетском корпусе | Нижегородский кремль                                           | 1820—1831            | А. И. Мельников                            | Снесён при советской власти. На его месте построено здание Горьковского обкома КПСС                                                      |             |
| Спасо-Преображенский собор                                            | Нижегородский кремль                                           | 1647—1652, 1830—1834 | С. Ф. Задорин И. Е. Ефимов А. И. Мельников | Взорван в 1929 году под строительство Дома Советов. На его месте установлены памятный крест и часовня, в 2021 году воссоздана колокольня |             |

#### Церкви
| Название                                                                                  | Адрес                                                                  | Строительство                    | Архитектор           | Утрачен | Изображение |
| ----------------------------------------------------------------------------------------- | ---------------------------------------------------------------------- | -------------------------------- | -------------------- | --- | ----------- |
| Церковь Косьмы и Дамиана                                                                  | Софроновская площадь (сегодня — площадь Маркина)                       | XVII                             | н.д.                 | Снесена в 1929 году. |             |
| Казанская церковь на Зеленском съезде                                                     | Зеленский съезд                                                        | 1687 с позднейшими перестройками | н.д.                 | Снесена в 1935 году. На её месте в 2005—2012 годах построена новая одноимённая церковь (см. выше).                                                                                   |             |
| Георгиевская церковь                                                                      | Верхне-Волжская набережная                                             | 1702                             | н.д.                 | Снесена в 1932 году. На её месте до 2020 года находилась гостиница «Россия», ныне — жилой комплекс «Георгиевский».                                                                   |             |
| Покровская церковь                                                                        | Большая Покровская улица, 70 (в советское время — улица Свердлова, 28) | 1709                             | н.д.                 | Здание просуществовало до 1935 года, когда было перестроено в общежитие медтехникума. В 1950-х годах снесено, на его месте построен жилой дом по адресу Большая Покровская улица, 30 |             |
| Николаевская Одигитриевская церковь на Гребешке                                           | Гребешковский откос                                                    | 1715—1719                        | н.д.                 | Закрыта в 1930 году. Позже снесена. |             |
| Алексеевская церковь на Благовещенской площади                                            | Благовещенская площадь (сегодня — площадь Минина и Пожарского)         | 1717—1719                        | н.д.                 | Снесена в 1930 году. |             |
| Церковь Сретения Владимирской иконы Божией Матери в Канавинской слободе                   | Канавино                                                               | 1734                             | н.д.                 | Предположительно, снесена в 1950-х годах. |             |
| Церковь Иоанна Дамаскина при Духовной семинарии                                           | площадь Минина и Пожарского, 3А                                        | 1745                             | н.д.                 | Точная дата утраты не установлена. |             |
| Церковь Святой Великомученицы Варвары                                                     | Варварская улица                                                       | 1757                             | н.д.                 | Закрыта в 1938 году. Снесена в 1958 году. |             |
| Тихоновская церковь (Церковь во имя Сретения Господня)                                    | Тихоновская улица, 5 (сегодня — улица Ульянова)                        | 1742—1811                        | н.д.                 | Снесена в 1952 году. На её месте построен жилой дом |             |
| Живоносновская церковь на Нижнем базаре                                                   | Живоносовская улица (сегодня — Кожевенная улица)                       | 1819—1821                        | н.д.                 | Снесена в 1929 году. |             |
| Тихвинская церковь (Николаевская Верхнепосадская церковь)                                 | Большая Покровская улица                                               | 1740—1741, 1857                  | н.д.                 | Снесена в 1932 году. |             |
| Церковь Троицы Живоначальной на Нижнем Посаде                                             | Рождественская улица, 10А                                              | 1863                             | н.д.                 | Сильно перестроена в советское время. Частично сохранился фрагмент одной стены. Восстанавливается с 2021 года.                                                                       |             |
| Троицкая Верхнепосадская церковь                                                          | Троицкая площадь                                                       | 1867                             | н.д.                 | Снесена в 1964 году вместе с площадью. Сейчас на этом месте корпуса НГЛУ им. Н. А. Добролюбова                                                                                       |             |
| Церковь Александра Невского на подворье Городецкого Фёдоровского монастыря в Канавине     | Площадь Революции, 6                                                   | 1867                             | Л. В. Даль           | Снесена в советский период. |             |
| Козьмодемьянская церковь на Софроновской площади                                          | Софроновская площадь (сегодня — площадь Маркина)                       | 1872—1890                        | Л. В. Даль           | Снесена в 1929 году. |             |
| Николаевская Нижнепосадская церковь                                                       | Широкая улица                                                          | 1863—1894                        | н.д.                 | Снесена в 1928 году. |             |
| Экспозиционный павильон «Церковь-школа» Всероссийской художественно-промышленной выставки | улица Климовская, 84                                                   | 1894—1896                        | М. Т. Преображенский | Здание существенно перестроено, сохранились только несущие стены. Объект культурного наследия № 5230463000                                                                           |             |
| Александро-Невская церковь в Ратманихе                                                    | село Ратманиха (сегодня Московское шоссе, остановка Берёзовская)       | 1901                             | инженер Татаринов    | Закрыта в 1937 году. Снесена. На её месте построен многоэтажный дом по адресу Московское шоссе, 142.                                                                                 |             |
| Церковь Иоанна Богослова при Детском приюте им. графини О. В. Кутайсовой                  | улица Новая, 36                                                        | 1903                             | Д. А. Вернер         | Снесена в 1930 году. |             |

#### Часовни
| Название | Адрес                       | Строительство | Архитектор      | Утрачен                                                                     | Изображение |
| --- | --------------------------- | ------------- | --------------- | --------------------------------------------------------------------------- | ----------- |
| Часовня Воздвижения Креста Господня Крестовоздвиженского монастыря                                                | Нижегородская ярмарка       | 1852          | А. П. Брюллов   | Точная дата утраты не установлена.                                          |             |
| Часовня Сошествия Святого Духа в Нижегородском кремле                                                             | Нижегородский кремль        | 1855          | н.д.            | Точная дата утраты не установлена, предположительно снесена в 1920-х годах. |             |
| Часовня Печерской иконы Божией Матери Печёрского монастыря                                                        | Нижегородская ярмарка       | 1859          | И. К. Кострюков | Точная дата утраты не установлена.                                          |             |
| Часовня Макария Унженского и Желтоводского на Нижегородской ярмарке (Макарьевская, или Флачная (Флажная) часовня) | Нижегородская ярмарка       | 1865—1866     | Л. Гущин        | Снесена в 1924 году.                                                        |             |
| Часовня Абабковского женского монастыря                                                                           | Зеленский съезд             | 1868          | н.д.            | Точная дата утраты не установлена.                                          |             |
| Часовня Понатаевского монастыря                                                                                   | Похвалинский съезд          | 1860-е        | Л. В. Даль      | Снесена в 1928 году.                                                        |             |
| Часовня иконы Божией Матери «Всех Скорбящих Радость» Малопицкого Скорбященского монастыря                         | Улица Максима Горького, 160 | 1890 (?)      | н.д.            | Предположительно, снесена в 1970-е годы.                                    |             |
| Часовня Спасо-Зеленогорского женского монастыря                                                                   | Площадь Максима Горького, 4 | 1897—1898     | н.д.            | Предположительно, снесена в 1960-е годы.                                    |             |
| Часовня в память 17 октября 1888 года при церкви Николая Чудотворца                                               | Большая Покровская улица    | 1890—1900     | н.д.            | Точная дата утраты не установлена.                                          |             |

## Старообрядческие храмы
| Название                                                                           | Адрес                                 | Строительство | Архитектор       | Современный статус                                                                                 | Изображение |
| ---------------------------------------------------------------------------------- | ------------------------------------- | ------------- | ---------------- | -------------------------------------------------------------------------------------------------- | ----------- |
| Церковь Успения Пресвятой Богородицы                                               | улица Суетинская, 1А                  | 1914          | Н. М. Вешняков   | Закрыта в 1938 году. Возвращена верующим в 1945 году. В 1964 закрыта вновь и взорвана в 1965 году. |             |
| Церковь Успения Божией Матери на Бугровском кладбище                               | улица Пушкина, 34                     | 1914—1915     | В. А. Покровский | Действующая Объект культурного наследия № 5210050000                                               |             |
| Молитвенный дом древлеправославной поморской общины в Бешенцево                    | д. Бешенцево, улица Центральная, 157А | 1906          | н.д.             | Действующая                                                                                        |             |
| Церковь Николая Чудотворца                                                         | улица Новые Пески, 104Б               | 2008—2012     | н.д.             | Действующая                                                                                        |             |
| Старообрядческая Поморская церковь Похвалы Пресвятой Богородицы в Нижнем Новгороде | улица Короленко, 7                    | н.д.          | н.д.             | Действующая                                                                                        |             |

## Единоверческие церкви
| Название                                                 | Адрес                | Строительство | Архитектор | Современный статус                                                                                         | Изображение |
| -------------------------------------------------------- | -------------------- | ------------- | ---------- | --- | ----------- |
| Церковь Симеона Столпника                                | Нижегородский кремль | 1743          | н.д.       | Разобрана к 1 июля 1928 года. Восстановлена в 2020—2021 годах.                                             |             |
| Церковь Сошествия Святого Духа                           | Нижегородский кремль | 1703          | К. А. Тон  | Повреждена оползнем и разобрана в 1845 году. Единоверческая община была переведена в Симеоновскую церковь. |             |
| Спасо-Преображенская единоверческая церковь при кладбище | улица Ошарская       | 1834—1843     | н.д.       | Разрушена. Точная дата сноса не установлена.                                                               |             |

## Храмы армянской апостольской церкви
| Название                                         | Адрес                 | Строительство | Архитектор | Современный статус | Изображение |
| ------------------------------------------------ | --------------------- | ------------- | ---------- | ------------------ | ----------- |
| Армянская ярмарочная церковь                     | Нижегородская ярмарка | 1828          | А. Л. Леер | Разрушена          |             |
| Армянская Апостольская церковь «Сурб Аменапркич» | улица Шевченко, 2     | 2008—2014     | н.д.       | Действующая        |             |

## Католические храмы
| Название                              | Адрес               | Строительство | Архитектор        | Современный статус | Изображение |
| ------------------------------------- | ------------------- | ------------- | ----------------- | --- | ----------- |
| Церковь Успения Богородицы            | Зеленский съезд     | 1864—1865     | И. Р. Отмар-Штейн | Разрушена |             |
| Комплекс римско-католического костёла | Студёная улица, 6—8 | 1914          | М. И. Кунцевич    | Закрыт в 1929 году. В 1949 году здание отдано под общежитие и перестроено. Объект культурного наследия № 5230726001                 |             |
| Храм Успения Девы Марии               | Студёная улица, 10б | 1903—1998     | А. Г. Челышев     | Действующая. Открыта в 1998 году в перестроенном служебном корпусе усадьбы М. Н. Щелокова. Объект культурного наследия № 5201299003 |             |

## Протестантские церкви и дома молитвы

### Лютеранские
| Название                         | Адрес                    | Строительство | Архитектор      | Современный статус                                                   | Изображение |
| -------------------------------- | ------------------------ | ------------- | --------------- | -------------------------------------------------------------------- | ----------- |
| Церковь святого Александра       | Большая Покровская улица | 1821—1823     | Алексей Бежанов | Снесена в 1962—1963 годах. На её месте построен кинотеатр «Октябрь». |             |
| Евангелическо-лютеранский приход | Славянская улица, 39/5   | н.д.          | н.д.            | Действующий                                                          |             |

### Адвентистов седьмого дня
| Название                         | Адрес                  | Строительство | Архитектор | Современный статус | Изображение |
| -------------------------------- | ---------------------- | ------------- | ---------- | ------------------ | ----------- |
| Церковь Адвентистов седьмого дня | улица Шевченко, 1Б     | н.д.          | н.д.       | Действующая        |             |
| Церковь Адвентистов седьмого дня | улица Тяблинская, 7    | н.д.          | н.д.       | Действующая        |             |
| Церковь Адвентистов седьмого дня | Комсомольское шоссе, 7 | н.д.          | н.д.       | Действующая        |             |

### Баптистские
| Название                                          | Адрес                   | Строительство | Архитектор | Современный статус | Изображение |
| ------------------------------------------------- | ----------------------- | ------------- | ---------- | ------------------ | ----------- |
| Церковь евангельских христиан-баптистов «Голгофа» | улица Дружаева, 7А      | 1999          | н.д.       | Действующая        |             |
| Церковь на Полтавке                               | переулок Полтавский, 10 | н.д.          | н.д.       | Действующая        |             |

### Христиане веры евангельской
| Название                                                     | Адрес                 | Строительство | Архитектор | Современный статус | Изображение |
| ------------------------------------------------------------ | --------------------- | ------------- | ---------- | ------------------ | ----------- |
| Дом Молитвы Церкви Христиан Веры Евангельской «Благая Весть» | улица Айвазовского, 1 | 1997          | н.д.       | Действующий        |             |

## Мечети
| Название                        | Адрес                   | Строительство | Архитектор        | Современный статус                                   | Изображение |
| ------------------------------- | ----------------------- | ------------- | ----------------- | ---------------------------------------------------- | ----------- |
| Нижегородская ярмарочная мечеть | Нижегородская ярмарка   | 1827          | А. Л. Леер        | Разрушена                                            |             |
| Нижегородская соборная мечеть   | Казанская набережная, 6 | 1913—1915     | П. А. Домбровский | Действующая Объект культурного наследия № 5201261000 |             |
| Мечеть Тауба                    | улица Мельникова, 7     | 1999—2001     | Б. Г. Тарасов     | Действующая                                          |             |

## Синагоги
| Название               | Адрес                                     | Строительство | Архитектор   | Современный статус                                                                 | Изображение |
| ---------------------- | ----------------------------------------- | ------------- | ------------ | ---------------------------------------------------------------------------------- | ----------- |
| Нижегородская синагога | Грузинская улица, 5А                      | 1881—1883     | И. Ф. Нейман | Действующая. Старейшая синагога в России. Объект культурного наследия № 5201252000 |             |
| Канавинская синагога   | Набережная улица (сегодня — улица Марата) | 1905          | н.д.         | Вероятно, снесена при строительстве Метромоста.                                    |             |